# Comitê Internacional de Resgate
O Comitê Internacional de Resgate (International Rescue Committee) é uma entidade criada em 1933, por sugestão de Albert Einstein, para reconstruir zonas de guerra e ajudar refugiados em mais de 40 países.